# Ligustrum lucidum
Ligustrum lucidum es una especie de planta de la familia Oleaceae, nativa de la mitad sur de China. En algunos países, como Uruguay y Argentina se ha tornado invasora, creciendo espontáneamente dentro de bosques nativos y desplazando la flora autóctona del lugar.

## Nombres vulgares

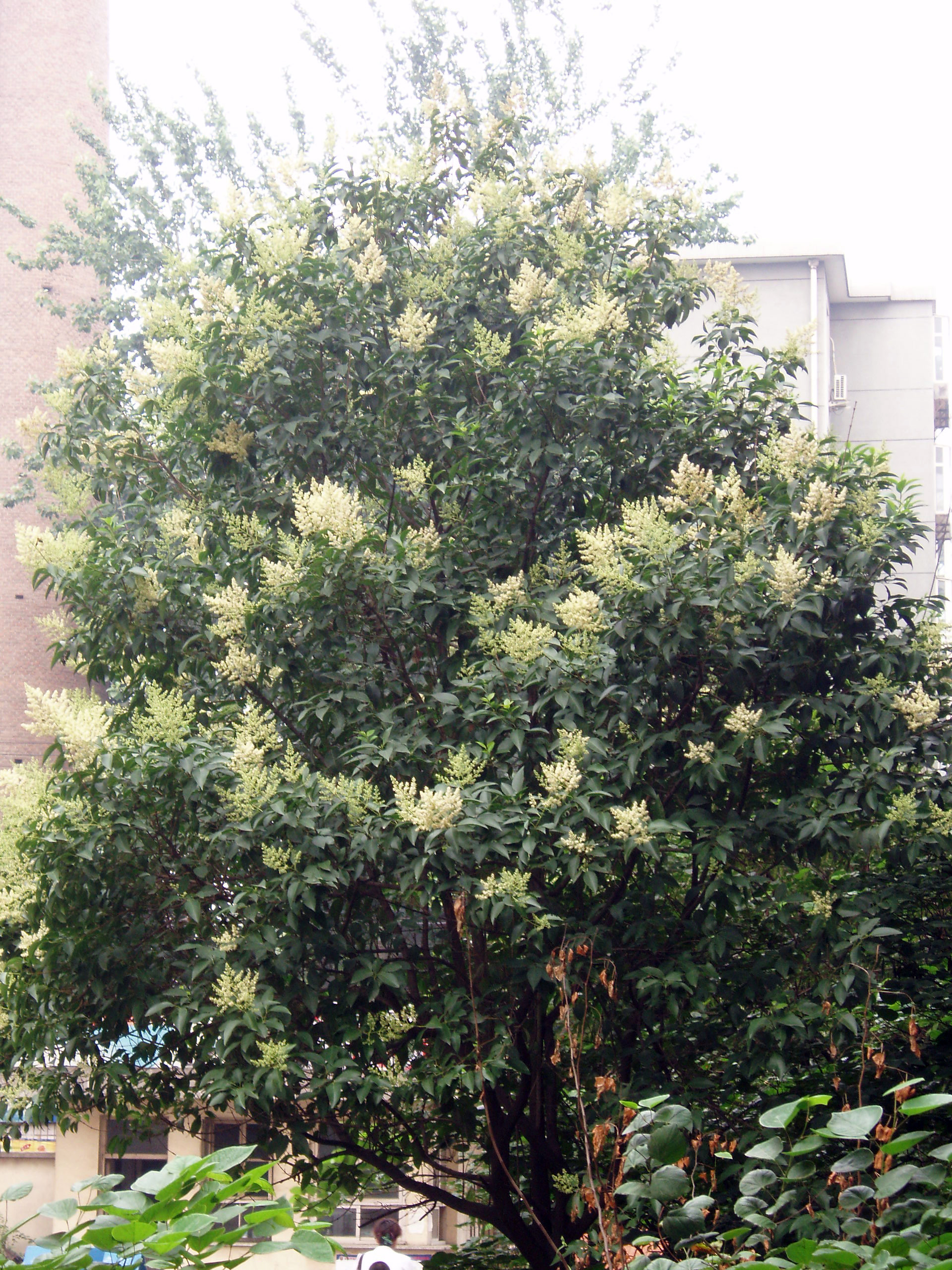
Vista del árbol

En castellano se la conoce con una amplia diversidad de nombres, incluyendo: alheña elevada, aligustre, aligustre del Japón, capicuerno, ligustro, malmadurillo, matahombres, siempreverde, trueno,  transparente (Oeste de Uruguay).

En China es conocido como Nǚzhēn (shù) o "(árbol) de la virtud femenina".

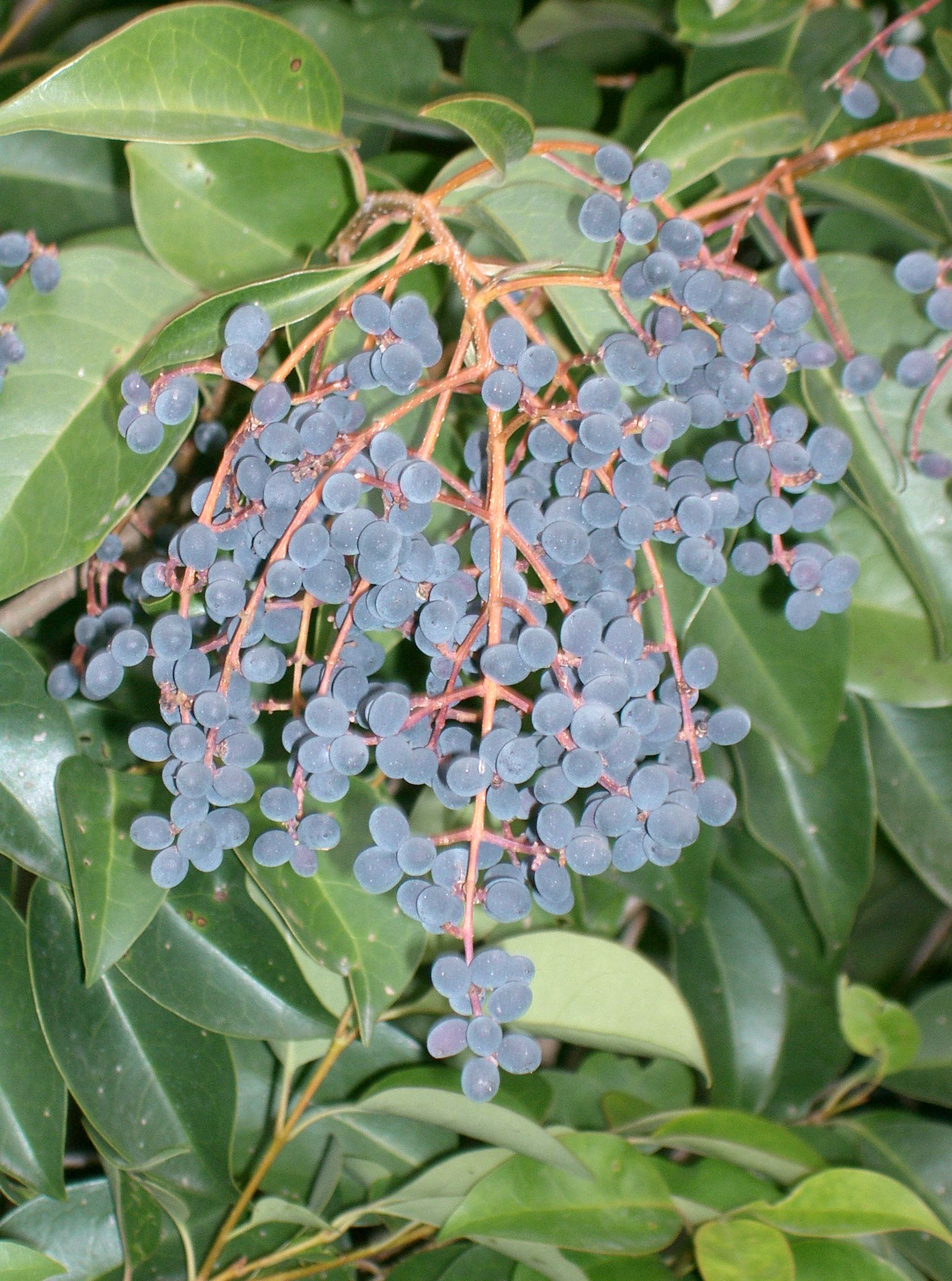
Frutos

## Descripción
Es la especie más grande del género Ligustrum; crece como un  árbol perennifolio, de 3 a 8 m y hasta más de 15 m de altura. Las hojas son opuestas, verdes oscuras, de 5 a 15 cm de largo y 3 a 8 cm de ancho. Los frutos son bayas globosas de 0,6-1 cm, negruzcas a azuladas, brillantes.

## Usos etnomédicos
- Las drupas se usaron en la medicina tradicional china en el tratamiento de “debilidad sexual” y en el tinnitus (retintín en los oídos), así como en la fatiga.

## Adaptabilidad
Esta especie tiene varias características que la hacen una buena competidora: crece rápidamente, produce una gran cantidad de frutos carnosos que son consumidos y dispersados por aves y sus semillas pueden germinar y sobrevivir en condiciones de baja luminosidad, lo que le permite crecer compitiendo con las especies autóctonas de lento crecimiento, modificando la estructura y composición de los bosques nativos. El ligustro consume mayor cantidad de agua que las especies nativas, principalmente en la época seca del año.

## Taxonomía
Ligustrum lucidum fue descrita por William Townsend Aiton y publicado en Hortus Kewensis; or, a Catalogue of the Plants Cultivated in the Royal Botanic Garden at Kew. London (2nd ed.) 1: 19. 1810.
Etimología
Ligustrum: nombre genérico que proviene del un nombre en latín de la planta de aligustre.
lucidum: epíteto latíno que significa "brillante, luminoso"
Sinónimos
- Esquirolia sinensis H.Lév.
- Ligustrum compactum var. latifolium W.C.Cheng
- Ligustrum esquirolii H.Lév.
- Ligustrum lucidum var. esquirolii (H.Lév.) H.Lév.
- Ligustrum lucidum f. latifolium (W.C.Cheng)P.S.Hsu
- Ligustrum lucidum var. alivonii Rehder
- Ligustrum lucidum var. aureomarginatum
- Ligustrum lucidum var. tricolor Rehder
- Ligustrum magnoliifolium Dippel
- Ligustrum roxburghii Blume
- Ligustrum wallichii Vis.
- Olea clavata G.Don
- Phillyrea paniculata Roxb.
- Phillyrea terminalis B.Heyne ex Wall. nom. inval.
- Visiania paniculata (Roxb.) DC.[9]

## Invasión
En Argentina esta especie se considera invasora, dado que en las Sierras Chicas de la provincia de Córdoba ha pasando de ocupar 50 hectáreas en 1983, a 3.850 hacia fines de la década de 2000. De esa forma, ha desplazado al 20% de la superficie del bosque nativo de la zona. En Uruguay también se la considera invasora, entre otras regiones en los humedales de Santa Lucía, en cercanías a Montevideo.